# Interlands Grieks voetbalelftal 1960-1969
Deze pagina toont een chronologisch en gedetailleerd overzicht van de interlands die het Grieks voetbalelftal heeft gespeeld in de periode 1960 – 1969.

## Interlands

### 1960
|                                                                                               |                                         |       |                       |                                                                                       |
| 6 maart Olympisch kwalificatietoernooi voetbal 1960 № 71 «onderlinge duels» 15:15 uur (UTC+2) | Israël                                  | 2 – 1 | Griekenland           | Ramat Ganstadion, Ramat Gan Toeschouwers: 45.000 Scheidsrechter: Davoud Nassiri (IRN) |
| 6 maart Olympisch kwalificatietoernooi voetbal 1960 № 71 «onderlinge duels» 15:15 uur (UTC+2) | Avraham Menchel 50' Yehoshua Glazer 87' |       | 6' Kostas Linoxilakis | Ramat Ganstadion, Ramat Gan Toeschouwers: 45.000 Scheidsrechter: Davoud Nassiri (IRN) |

|                                                                                               |                           |       |                     |                                                                                                  |
| 3 april Olympisch kwalificatietoernooi voetbal 1960 № 72 «onderlinge duels» 16:00 uur (UTC+1) | Griekenland               | 2 – 1 | Israël              | Leoforos Alexandrasstadion, Athene Toeschouwers: 18.000 Scheidsrechter: Francesco Liverani (ITA) |
| 3 april Olympisch kwalificatietoernooi voetbal 1960 № 72 «onderlinge duels» 16:00 uur (UTC+1) | Lambis Serafidis 66', 80' |       | 60' Yehoshua Glazer | Leoforos Alexandrasstadion, Athene Toeschouwers: 18.000 Scheidsrechter: Francesco Liverani (ITA) |

|                                                                                                |             |                                                                                            |             |                                                                                                 |
| 24 april Olympisch kwalificatietoernooi voetbal 1960 № 73 «onderlinge duels» 16:00 uur (UTC+2) | Griekenland | 0 – 5                                                                                      | Joegoslavië | Leoforos Alexandrasstadion, Athene Toeschouwers: 20.000 Scheidsrechter: Dimitar Rumenchev (BUL) |
| 24 april Olympisch kwalificatietoernooi voetbal 1960 № 73 «onderlinge duels» 16:00 uur (UTC+2) |             | 34' Borivoje Kostić 66' Ante Žanetić 68' Sylvester Takač 81' Milan Galić 83' Tomislav Knez |             | Leoforos Alexandrasstadion, Athene Toeschouwers: 20.000 Scheidsrechter: Dimitar Rumenchev (BUL) |

|                                                                    |                                                                              |       |                           |                                                                                       |
| 3 juli Vriendschappelijk № 74 «onderlinge duels» 13:30 uur (UTC+1) | Denemarken                                                                   | 7 – 2 | Griekenland               | Københavns Idrætspark, Kopenhagen Toeschouwers: 32.000 Scheidsrechter: Leo Horn (NED) |
| 3 juli Vriendschappelijk № 74 «onderlinge duels» 13:30 uur (UTC+1) | Harald Nielsen 16', 47', 86' Henning Enoksen 34', 51', 90' Poul Pedersen 89' |       | 35', 54' Takis Loukanidis | Københavns Idrætspark, Kopenhagen Toeschouwers: 32.000 Scheidsrechter: Leo Horn (NED) |

|                                                                            |             |                                                     |                |                                                                                           |
| 20 november WK 1962 kwalificatie № 75 «onderlinge duels» 15:00 uur (UTC+2) | Griekenland | 0 – 3                                               | West-Duitsland | Leoforos Alexandrasstadion, Athene Toeschouwers: 25.000 Scheidsrechter: Emil Erlich (YUG) |
| 20 november WK 1962 kwalificatie № 75 «onderlinge duels» 15:00 uur (UTC+2) |             | 10' Gert Dörfel 29' Albert Brülls 43' Helmut Haller |                | Leoforos Alexandrasstadion, Athene Toeschouwers: 25.000 Scheidsrechter: Emil Erlich (YUG) |

|                                                       |           |       |             |                                                                                      |
| 11 december Vriendschappelijk № 76 «onderlinge duels» | Frankrijk | 0 – 0 | Griekenland | Stade Municipal du Ray, Nice Toeschouwers: 12.000 Scheidsrechter: Othmar Huber (SUI) |
| 11 december Vriendschappelijk № 76 «onderlinge duels» |           |       |             | Stade Municipal du Ray, Nice Toeschouwers: 12.000 Scheidsrechter: Othmar Huber (SUI) |

### 1961
|                                                                      |                               |       |                   |                                                                                               |
| 3 mei WK 1962 kwalificatie № 77 «onderlinge duels» 16:45 uur (UTC+2) | Griekenland                   | 2 – 1 | Noord-Ierland     | Leoforos Alexandrasstadion, Athene Toeschouwers: 12.942 Scheidsrechter: Reuben Priesner (ISR) |
| 3 mei WK 1962 kwalificatie № 77 «onderlinge duels» 16:45 uur (UTC+2) | Andreas Papaemmanouil 8', 64' |       | 82' Jimmy McIlroy | Leoforos Alexandrasstadion, Athene Toeschouwers: 12.942 Scheidsrechter: Reuben Priesner (ISR) |

|                                                                           |                                       |       |             |                                                                                 |
| 17 oktober WK 1962 kwalificatie № 78 «onderlinge duels» 15:00 uur (UTC+1) | Noord-Ierland                         | 2 – 0 | Griekenland | Windsor Park, Belfast Toeschouwers: 21.250 Scheidsrechter: Pietro Bonetto (ITA) |
| 17 oktober WK 1962 kwalificatie № 78 «onderlinge duels» 15:00 uur (UTC+1) | Jim McLaughlin 28' Jim McLaughlin 57' |       |             | Windsor Park, Belfast Toeschouwers: 21.250 Scheidsrechter: Pietro Bonetto (ITA) |

|                                                                           |                    |       |                           |                                                                                   |
| 22 oktober WK 1962 kwalificatie № 79 «onderlinge duels» 15:00 uur (UTC+1) | West-Duitsland     | 2 – 1 | Griekenland               | Rosenaustadion, Augsburg Toeschouwers: 43.000 Scheidsrechter: Birger Nilsen (NOR) |
| 22 oktober WK 1962 kwalificatie № 79 «onderlinge duels» 15:00 uur (UTC+1) | Uwe Seeler 6', 26' |       | 59' Andreas Papaemmanouil | Rosenaustadion, Augsburg Toeschouwers: 43.000 Scheidsrechter: Birger Nilsen (NOR) |

### 1962
|                                                                        |                                                                      |       |             | |
| 18 oktober Vriendschappelijk № 80 «onderlinge duels» 15:30 uur (UTC+2) | Griekenland                                                          | 3 – 2 | Ethiopië    | Nea Filadelfeia Stadion, Athene Toeschouwers: 10.123 Scheidsrechter: Aleksandros Monastiriotis (GRE) |
| 18 oktober Vriendschappelijk № 80 «onderlinge duels» 15:30 uur (UTC+2) | Andreas Papaemmanouil 13' Kostas Nestoridis 15' Giorgos Deimezis 53' |       | 50' ? 78' ? | Nea Filadelfeia Stadion, Athene Toeschouwers: 10.123 Scheidsrechter: Aleksandros Monastiriotis (GRE) |

### 1963
|                                                                    |                                                  |       |             |                                                                                              |
| 22 mei Vriendschappelijk № 81 «onderlinge duels» 17:30 uur (UTC+1) | Polen                                            | 4 – 0 | Griekenland | Stadion Dziesięciolecia, Warschau Toeschouwers: 30.000 Scheidsrechter: Alojz Obtulovič (TCH) |
| 22 mei Vriendschappelijk № 81 «onderlinge duels» 17:30 uur (UTC+1) | Lucjan Brychczy 17', 32' Józef Gałeczka 28', 51' |       |             | Stadion Dziesięciolecia, Warschau Toeschouwers: 30.000 Scheidsrechter: Alojz Obtulovič (TCH) |

|                                                                        |                                                                     |       |                    |                                                                                          |
| 16 oktober Vriendschappelijk № 82 «onderlinge duels» 15:30 uur (UTC+2) | Griekenland                                                         | 3 – 1 | Polen              | Leoforos Alexandrasstadion, Athene Toeschouwers: 20.268 Scheidsrechter: Faruk Talu (TUR) |
| 16 oktober Vriendschappelijk № 82 «onderlinge duels» 15:30 uur (UTC+2) | Takis Loukanidis 7' Giorgos Sideris 21' (pen.) Giorgos Petridis 66' |       | 58' Jerzy Musiałek | Leoforos Alexandrasstadion, Athene Toeschouwers: 20.268 Scheidsrechter: Faruk Talu (TUR) |

|                                                                         |                                                     |       |                          |                                                                                 |
| 27 november Vriendschappelijk № 83 «onderlinge duels» 15:00 uur (UTC+2) | Cyprus                                              | 3 – 1 | Griekenland              | GSP-stadion, Nicosia Toeschouwers: 11.000 Scheidsrechter: Yiannos Angelis (CYP) |
| 27 november Vriendschappelijk № 83 «onderlinge duels» 15:00 uur (UTC+2) | Pakkos Hristodoulou 22' Panikos Krystallis 51', 68' |       | 72' (pen.) Mimis Domazos | GSP-stadion, Nicosia Toeschouwers: 11.000 Scheidsrechter: Yiannos Angelis (CYP) |

### 1964
|                                                                              |                  |       |                       |                                                                                 |
| 12 februari Olympisch kwalificatietoernooi voetbal 1964 № 84 19:15 uur (UTC) | Groot-Brittannië | 2 – 1 | Griekenland           | Stamford Bridge, Londen Toeschouwers: 5.589 Scheidsrechter: Joseph Hannet (BEL) |
| 12 februari Olympisch kwalificatietoernooi voetbal 1964 № 84 19:15 uur (UTC) | ?                |       | 49' Mimis Papaioannou | Stamford Bridge, Londen Toeschouwers: 5.589 Scheidsrechter: Joseph Hannet (BEL) |

|                                                                            |                                                                    |       |                  |                                                                                                   |
| 8 april Olympisch kwalificatietoernooi voetbal 1964 № 85 16:30 uur (UTC+2) | Griekenland                                                        | 4 – 1 | Groot-Brittannië | Georgios Karaiskákisstadion, Piraeus Toeschouwers: 28.000 Scheidsrechter: Menahem Ashkenazi (ISR) |
| 8 april Olympisch kwalificatietoernooi voetbal 1964 № 85 16:30 uur (UTC+2) | Stathis Mavridis 3' Mimis Papaioannou 75', 84' Aris Papazoglou 82' |       | ?                | Georgios Karaiskákisstadion, Piraeus Toeschouwers: 28.000 Scheidsrechter: Menahem Ashkenazi (ISR) |

|                                                                    |                                             |       |          | |
| 13 mei Vriendschappelijk № 86 «onderlinge duels» 17:00 uur (UTC+2) | Griekenland                                 | 3 – 1 | Ethiopië | Leoforos Alexandrasstadion, Athene Toeschouwers: 4.764 Scheidsrechter: Aleksandros Monastiriotis (GRE) |
| 13 mei Vriendschappelijk № 86 «onderlinge duels» 17:00 uur (UTC+2) | Aris Papazoglou 12', 26' Takis Taktikos 77' |       | ?        | Leoforos Alexandrasstadion, Athene Toeschouwers: 4.764 Scheidsrechter: Aleksandros Monastiriotis (GRE) |

|                                                                            |                                                     |       |                                |                                                                                            |
| 29 november WK 1966 kwalificatie № 87 «onderlinge duels» 15:00 uur (UTC+2) | Griekenland                                         | 4 – 2 | Denemarken                     | Leoforos Alexandrasstadion, Athene Toeschouwers: 20.506 Scheidsrechter: István Zsolt (HUN) |
| 29 november WK 1966 kwalificatie № 87 «onderlinge duels» 15:00 uur (UTC+2) | Giorgos Sideris 23', 46' Mimis Papaioannou 74', 85' |       | 60' Mogens Berg 72' Ole Madsen | Leoforos Alexandrasstadion, Athene Toeschouwers: 20.506 Scheidsrechter: István Zsolt (HUN) |

|                                                                           |                                                |       |       |                                                                                              |
| 9 december WK 1966 kwalificatie № 88 «onderlinge duels» 15:00 uur (UTC+2) | Griekenland                                    | 2 – 0 | Wales | Apostolos Nikolaidisstadion, Athene Toeschouwers: 20.663 Scheidsrechter: Wacław Majdan (POL) |
| 9 december WK 1966 kwalificatie № 88 «onderlinge duels» 15:00 uur (UTC+2) | Mimis Papaioannou 4' Andreas Papaemmanouil 47' |       |       | Apostolos Nikolaidisstadion, Athene Toeschouwers: 20.663 Scheidsrechter: Wacław Majdan (POL) |

### 1965
|                                                                         |                           |       |                                        | |
| 23 februari Vriendschappelijk № 89 «onderlinge duels» 20:00 uur (UTC+2) | Griekenland               | 1 – 2 | Bulgarije                              | Leoforos Alexandrasstadion, Athene Toeschouwers: 15.431 Scheidsrechter: Nikolaos Yiannopoulos (GRE) |
| 23 februari Vriendschappelijk № 89 «onderlinge duels» 20:00 uur (UTC+2) | Andreas Papaemmanouil 51' |       | 57' Viden Apostolov 85' Spiro Debarski | Leoforos Alexandrasstadion, Athene Toeschouwers: 15.431 Scheidsrechter: Nikolaos Yiannopoulos (GRE) |

|                                                                       |                                                         |       |                      |                                                                             |
| 17 maart WK 1966 kwalificatie № 90 «onderlinge duels» 19:15 uur (UTC) | Wales                                                   | 4 – 1 | Griekenland          | Ninian Park, Cardiff Toeschouwers: 11.159 Scheidsrechter: Piet Roomer (NED) |
| 17 maart WK 1966 kwalificatie № 90 «onderlinge duels» 19:15 uur (UTC) | Ivor Allchurch 26', 74' Mike England 51' Roy Vernon 65' |       | 3' Mimis Papaioannou | Ninian Park, Cardiff Toeschouwers: 11.159 Scheidsrechter: Piet Roomer (NED) |

|                                                                       |                                            |       |                       |                                                                                      |
| 23 mei WK 1966 kwalificatie № 91 «onderlinge duels» 19:00 uur (UTC+3) | Sovjet-Unie                                | 3 – 1 | Griekenland           | Centraal Leninstadion, Moskou Toeschouwers: 79.641 Scheidsrechter: Erik Beijar (FIN) |
| 23 mei WK 1966 kwalificatie № 91 «onderlinge duels» 19:00 uur (UTC+3) | Boris Kazakov 14' Valentin Ivanov 71', 83' |       | 60' Mimis Papaioannou | Centraal Leninstadion, Moskou Toeschouwers: 79.641 Scheidsrechter: Erik Beijar (FIN) |

|                                                                          |                       |       |                                                             |                                                                                                 |
| 3 oktober WK 1966 kwalificatie № 92 «onderlinge duels» 16:00 uur (UTC+2) | Griekenland           | 1 – 4 | Sovjet-Unie                                                 | Georgios Karaiskákisstadion, Piraeus Toeschouwers: 39.880 Scheidsrechter: Aharon Shoshani (ISR) |
| 3 oktober WK 1966 kwalificatie № 92 «onderlinge duels» 16:00 uur (UTC+2) | Mimis Papaioannou 27' |       | 14' (pen.) Slava Metreveli 25', 59', 82' Anatoli Banişevski | Georgios Karaiskákisstadion, Piraeus Toeschouwers: 39.880 Scheidsrechter: Aharon Shoshani (ISR) |

|                                                                           |                 |       |                     |                                                                                            |
| 27 oktober WK 1966 kwalificatie № 93 «onderlinge duels» 19:00 uur (UTC+1) | Denemarken      | 1 – 1 | Griekenland         | Københavns Idrætspark, Kopenhagen Toeschouwers: 28.018 Scheidsrechter: Owen McCarthy (IRL) |
| 27 oktober WK 1966 kwalificatie № 93 «onderlinge duels» 19:00 uur (UTC+1) | Ole Fritsen 12' |       | 45' Giorgos Sideris | Københavns Idrætspark, Kopenhagen Toeschouwers: 28.018 Scheidsrechter: Owen McCarthy (IRL) |

### 1966
|                                                                           |                           |       |                    |                                                                                           |
| 16 oktober EK 1968 kwalificatie № 94 «onderlinge duels» 15:30 uur (UTC+2) | Griekenland               | 2 – 1 | Finland            | Kaftanzogliostadion, Thessaloniki Toeschouwers: 27.932 Scheidsrechter: Zdeněk Valeš (TCH) |
| 16 oktober EK 1968 kwalificatie № 94 «onderlinge duels» 15:30 uur (UTC+2) | Alekos Alexiadis 39', 86' |       | 57' Pertti Mäkipää | Kaftanzogliostadion, Thessaloniki Toeschouwers: 27.932 Scheidsrechter: Zdeněk Valeš (TCH) |

### 1967
|                                                                         |                                                  |       |       | |
| 15 februari Vriendschappelijk № 95 «onderlinge duels» 15:30 uur (UTC+2) | Griekenland                                      | 4 – 0 | Libië | Leoforos Alexandrasstadion, Athene Toeschouwers: 5.826 Scheidsrechter: Epameinondas Hatzinikolaou (GRE) |
| 15 februari Vriendschappelijk № 95 «onderlinge duels» 15:30 uur (UTC+2) | Giorgos Sideris 18', 60' Nikos Gioutsos 20', 61' |       |       | Leoforos Alexandrasstadion, Athene Toeschouwers: 5.826 Scheidsrechter: Epameinondas Hatzinikolaou (GRE) |

|                                                                     |                    |       |                      | |
| 8 maart Vriendschappelijk № 96 «onderlinge duels» 16:00 uur (UTC+2) | Griekenland        | 1 – 2 | Roemenië             | Leoforos Alexandrasstadion, Athene Toeschouwers: 16.879 Scheidsrechter: Nikolaos Yiannopoulos (GRE) |
| 8 maart Vriendschappelijk № 96 «onderlinge duels» 16:00 uur (UTC+2) | Giorgos Sideris 3' |       | 34', 75' Ion Ionescu | Leoforos Alexandrasstadion, Athene Toeschouwers: 16.879 Scheidsrechter: Nikolaos Yiannopoulos (GRE) |

|                                                                       |                     |       |                    |                                                                                    |
| 10 mei EK 1968 kwalificatie № 97 «onderlinge duels» 18:00 uur (UTC+2) | Finland             | 1 – 1 | Griekenland        | Olympisch Stadion, Helsinki Toeschouwers: 14.056 Scheidsrechter: Piet Roomer (NED) |
| 10 mei EK 1968 kwalificatie № 97 «onderlinge duels» 18:00 uur (UTC+2) | Juhani Peltonen 18' |       | 39' Stathis Haitas | Olympisch Stadion, Helsinki Toeschouwers: 14.056 Scheidsrechter: Piet Roomer (NED) |

|                                                      |                                                                        |       |             |                                                                                 |
| 16 juli EK 1968 kwalificatie № 98 «onderlinge duels» | Sovjet-Unie                                                            | 4 – 0 | Griekenland | Dinamostadion, Tbilisi Toeschouwers: 28.040 Scheidsrechter: Birger Nilsen (NOR) |
| 16 juli EK 1968 kwalificatie № 98 «onderlinge duels» | Anatoli Banişevski 50', 77' Jozjef Sabo 72' (pen.) Igor Tsjislenko 83' |       |             | Dinamostadion, Tbilisi Toeschouwers: 28.040 Scheidsrechter: Birger Nilsen (NOR) |

|                                                                          |                                                            |       |                     |                                                                                                   |
| 4 oktober EK 1968 kwalificatie № 99 «onderlinge duels» 20:30 uur (UTC+2) | Griekenland                                                | 4 – 1 | Oostenrijk          | Georgios Karaiskákisstadion, Piraeus Toeschouwers: 34.552 Scheidsrechter: Vasile Dumitrescu (ROU) |
| 4 oktober EK 1968 kwalificatie № 99 «onderlinge duels» 20:30 uur (UTC+2) | Giorgos Sideris 28', 34' (pen.), 62' Mimis Papaioannou 75' |       | 61' Leopold Grausam | Georgios Karaiskákisstadion, Piraeus Toeschouwers: 34.552 Scheidsrechter: Vasile Dumitrescu (ROU) |

|                                                                            |             |                       |             |                                                                                                  |
| 31 oktober EK 1968 kwalificatie № 100 «onderlinge duels» 15:15 uur (UTC+2) | Griekenland | 0 – 1                 | Sovjet-Unie | Georgios Karaiskákisstadion, Piraeus Toeschouwers: 33.588 Scheidsrechter: Gottfried Dienst (SUI) |
| 31 oktober EK 1968 kwalificatie № 100 «onderlinge duels» 15:15 uur (UTC+2) |             | 50' Edoeard Malafejew |             | Georgios Karaiskákisstadion, Piraeus Toeschouwers: 33.588 Scheidsrechter: Gottfried Dienst (SUI) |

|                                                                            |                  |       |                     |                                                                            |
| 5 november EK 1968 kwalificatie № 101 «onderlinge duels» 14:30 uur (UTC+1) | Oostenrijk       | 1 – 1 | Griekenland         | Praterstadion, Wenen Toeschouwers: 31.969 Scheidsrechter: Gyula Gere (HUN) |
| 5 november EK 1968 kwalificatie № 101 «onderlinge duels» 14:30 uur (UTC+1) | Helmut Siber 31' |       | 73' Giorgos Sideris | Praterstadion, Wenen Toeschouwers: 31.969 Scheidsrechter: Gyula Gere (HUN) |

### 1968
|                                                                            |                         |       |             |                                                                                     |
| 12 oktober WK 1970 kwalificatie № 102 «onderlinge duels» 20:00 uur (UTC+1) | Zwitserland             | 1 – 0 | Griekenland | St. Jakob-Park, Bazel Toeschouwers: 35.778 Scheidsrechter: Adrianus Boogaerts (NED) |
| 12 oktober WK 1970 kwalificatie № 102 «onderlinge duels» 20:00 uur (UTC+1) | René-Pierre Quentin 21' |       |             | St. Jakob-Park, Bazel Toeschouwers: 35.778 Scheidsrechter: Adrianus Boogaerts (NED) |

|                                                                          |                                                                              |       |                                     |                                                                                                  |
| 21 november Vriendschappelijk № 103 «onderlinge duels» 15:00 uur (UTC+2) | Griekenland Mimis Papaioannou 29' Kostas Aidiniou 31' Giorgos Dedes 53', 65' | 4 – 1 | Verenigde Arabische Republiek 55' ? | Nea Filadelfeia Stadion, Athene Toeschouwers: 10.010 Scheidsrechter: Vaggelis Pazaropoulos (GRE) |
| 21 november Vriendschappelijk № 103 «onderlinge duels» 15:00 uur (UTC+2) |                                                                              |       |                                     | Nea Filadelfeia Stadion, Athene Toeschouwers: 10.010 Scheidsrechter: Vaggelis Pazaropoulos (GRE) |

|                                                                             |                                                                             |       |                                         | |
| 11 december WK 1970 kwalificatie № 104 «onderlinge duels» 15:00 uur (UTC+2) | Griekenland                                                                 | 4 – 2 | Portugal                                | Georgios Karaiskákisstadion, Piraeus Toeschouwers: 36.750 Scheidsrechter: Gerhard Schulenburg (FRG) |
| 11 december WK 1970 kwalificatie № 104 «onderlinge duels» 15:00 uur (UTC+2) | Mimis Papaioannou 33' Giorgos Dedes 39', 61' José Augusto Torres 49' (e.d.) |       | 18' José Augusto de Almeida 64' Eusébio | Georgios Karaiskákisstadion, Piraeus Toeschouwers: 36.750 Scheidsrechter: Gerhard Schulenburg (FRG) |

### 1969
|                                                                       |                                                          |       |                                           |                                                                                          |
| 12 maart Vriendschappelijk № 105 «onderlinge duels» 17:30 uur (UTC+2) | Israël                                                   | 3 – 3 | Griekenland                               | Bloomfieldstadion, Tel Aviv Toeschouwers: 15.000 Scheidsrechter: Vasile Dumitrescu (ROU) |
| 12 maart Vriendschappelijk № 105 «onderlinge duels» 17:30 uur (UTC+2) | Roby Young 14' Rahamim Talbi 64' Yehoshua Feigenboim 72' |       | 8' Nikos Gioutsos 23', 48' Nikos Gioutsos | Bloomfieldstadion, Tel Aviv Toeschouwers: 15.000 Scheidsrechter: Vasile Dumitrescu (ROU) |

|                                                                          |                          |       |                            |                                                                                                   |
| 16 april WK 1970 kwalificatie № 106 «onderlinge duels» 16:30 uur (UTC+2) | Griekenland              | 2 – 2 | Roemenië                   | Georgios Karaiskákisstadion, Piraeus Toeschouwers: 37.039 Scheidsrechter: Antonio Sbardella (ITA) |
| 16 april WK 1970 kwalificatie № 106 «onderlinge duels» 16:30 uur (UTC+2) | Giorgos Sideris 51', 60' |       | 54', 66' Florea Dumitrache | Georgios Karaiskákisstadion, Piraeus Toeschouwers: 37.039 Scheidsrechter: Antonio Sbardella (ITA) |

|                                                                       |                                |       |                                             |                                                                                                   |
| 4 mei WK 1970 kwalificatie № 107 «onderlinge duels» 17:00 uur (UTC+1) | Portugal                       | 2 – 2 | Griekenland                                 | Estádio do Futebol Clube do Porto, Porto Toeschouwers: 6.221 Scheidsrechter: Moncef Ben Ali (TUN) |
| 4 mei WK 1970 kwalificatie № 107 «onderlinge duels» 17:00 uur (UTC+1) | Eusébio 82' Fernando Peres 87' |       | 69' Vasilis Botinos 74' Kostas Eleftherakis | Estádio do Futebol Clube do Porto, Porto Toeschouwers: 6.221 Scheidsrechter: Moncef Ben Ali (TUN) |

|                                                                       |                          |       |             |                                                                                        |
| 19 juli Vriendschappelijk № 108 «onderlinge duels» 15:00 uur (UTC+10) | Australië                | 1 – 0 | Griekenland | Sydney Cricket Ground, Sydney Toeschouwers: 30.155 Scheidsrechter: Tony Bosković (AUS) |
| 19 juli Vriendschappelijk № 108 «onderlinge duels» 15:00 uur (UTC+10) | Attila Abonyi 60' (pen.) |       |             | Sydney Cricket Ground, Sydney Toeschouwers: 30.155 Scheidsrechter: Tony Bosković (AUS) |

|                                                                       |                                 |       |                        |                                                                                          |
| 23 juli Vriendschappelijk № 109 «onderlinge duels» 20:15 uur (UTC+10) | Australië                       | 2 – 2 | Griekenland            | Brisbane Showgrounds, Brisbane Toeschouwers: 10.037 Scheidsrechter: Harold Parsons (AUS) |
| 23 juli Vriendschappelijk № 109 «onderlinge duels» 20:15 uur (UTC+10) | Billy Vojtek 48' Ray Baartz 62' |       | 17', 44' Giorgos Dedes | Brisbane Showgrounds, Brisbane Toeschouwers: 10.037 Scheidsrechter: Harold Parsons (AUS) |

|                                                                       |           |                                         |             |                                                                                   |
| 27 juli Vriendschappelijk № 110 «onderlinge duels» 15:00 uur (UTC+10) | Australië | 0 – 2                                   | Griekenland | Olympic Park, Melbourne Toeschouwers: 24.416 Scheidsrechter: Vince Dobinson (AUS) |
| 27 juli Vriendschappelijk № 110 «onderlinge duels» 15:00 uur (UTC+10) |           | 21' Giorgos Dedes 51' Mimis Papaioannou |             | Olympic Park, Melbourne Toeschouwers: 24.416 Scheidsrechter: Vince Dobinson (AUS) |

|                                                                            |                                                                 |       |                  |                                                                                            |
| 15 oktober WK 1970 kwalificatie № 111 «onderlinge duels» 15:30 uur (UTC+2) | Griekenland                                                     | 4 – 1 | Zwitserland      | Kaftanzogliostadion, Thessaloniki Toeschouwers: 47.458 Scheidsrechter: Paul Schiller (AUT) |
| 15 oktober WK 1970 kwalificatie № 111 «onderlinge duels» 15:30 uur (UTC+2) | Giorgos Koudas 33' Vasilis Botinos 40', 49' Giorgos Sideris 43' |       | 76' Fritz Künzli | Kaftanzogliostadion, Thessaloniki Toeschouwers: 47.458 Scheidsrechter: Paul Schiller (AUT) |

|                                                                             |                         |       |                   |                                                                                      |
| 16 november WK 1970 kwalificatie № 112 «onderlinge duels» 14:00 uur (UTC+2) | Roemenië                | 1 – 1 | Griekenland       | Stadionul 23 August, Boekarest Toeschouwers: 62.577 Scheidsrechter: Jack Adair (NIR) |
| 16 november WK 1970 kwalificatie № 112 «onderlinge duels» 14:00 uur (UTC+2) | Emerich Dembrovschi 36' |       | 50' Mimis Domazos | Stadionul 23 August, Boekarest Toeschouwers: 62.577 Scheidsrechter: Jack Adair (NIR) |

UEFA: Albanië · België · Bulgarije · Cyprus · Denemarken · West-Duitsland · Duitse Democratische Republiek · Engeland · Finland · Frankrijk · Griekenland · Hongarije · Ierland · IJsland · Italië · Joegoslavië · Luxemburg · Malta · Nederland · Noord-Ierland · Noorwegen · Oostenrijk · Polen · Portugal · Roemenië · Schotland · Sovjet-Unie · Spanje · Tsjecho-Slowakije · Turkije · Wales · Zweden · Zwitserland

CAF: Madagaskar AFC: Israël

EPO · A-internationals · Bondscoaches · Selecties · Grieks vrouwenelftal · Olympisch elftal · Griekenland U21 · Griekenland U20 · Griekenland U19 · Griekenland U18 · Griekenland U17 · Griekenland U16
1920 – 1929 ·
1930 – 1939 ·
1940 – 1949 ·
1950 – 1959 ·
1960 – 1969 ·
1970 – 1979 ·
1980 – 1989 ·
1990 – 1999 ·
2000 – 2009 ·
2010 – 2019 ·
2020 − 2029
EK 1980 · 
EK 2004 · 
EK 2008 · 
EK 2012
WK 1994 · 
WK 2010 · 
WK 2014
OS 1920 · 
OS 1952 · 
OS 2004
1920 · 
1921–1928 · 
1929 · 
1930 · 
1931 · 
1932 · 
1933 · 
1934 · 
1935 · 
1936 · 
1937 · 
1938 · 
1939–1947 · 
1948 · 
1949 · 
1950 · 
1952 · 
1952 · 
1953 · 
1954 · 
1955 · 
1956 · 
1957 · 
1958 · 
1959 · 
1960 · 
1961 · 
1962 · 
1963 · 
1964 · 
1965 · 
1966 · 
1967 · 
1968 · 
1969 · 
1970 · 
1971 · 
1972 · 
1973 · 
1974 · 
1975 · 
1976 · 
1977 · 
1978 · 
1979 · 
1980 · 
1981 · 
1982 · 
1983 · 
1984 · 
1985 · 
1986 · 
1987 · 
1988 · 
1989 · 
1990 · 
1991 ·
1992 · 
1993 · 
1994 · 
1995 · 
1996 · 
1997 · 
1998 · 
1999 · 
2000 · 
2001 · 
2002 · 
2003 · 
2004 · 
2005 · 
2006 · 
2007 · 
2008 · 
2009 · 
2010 · 
2011 · 
2012 · 
2013 · 
2014 · 
2015 · 
2016 · 
2017 · 
2018 ·
2019 ·
2020 ·
2021 ·
2022 ·
2023
Albanië ·
Argentinië ·
Armenië ·
Australië ·
België ·
Bolivia ·
Bosnië en Herzegovina ·
Brazilië ·
Bulgarije ·
Canada ·
Chili ·
Colombia ·
Costa Rica ·
Cyprus ·
Denemarken ·
DDR · 
Duitsland ·
Ecuador · 
Egypte ·
El Salvador ·
Engeland ·
Estland ·
Ethiopië ·
Faeröer ·
Finland ·
Frankrijk ·
Georgië ·
Ghana ·
Gibraltar ·
Honduras ·
Hongarije ·
Ierland ·
IJsland ·
Israël ·
Italië ·
Ivoorkust ·
Japan ·
Joegoslavië ·
Kameroen ·
Kazachstan ·
Kosovo ·
Kroatië ·
Letland ·
Libië ·
Liechtenstein ·
Litouwen ·
Luxemburg ·
Malta ·
Marokko ·
Mexico ·
Moldavië ·
Montenegro ·
Nederland ·
Nieuw-Zeeland ·
Nigeria ·
Noord-Ierland ·
Noord-Korea · 
Noorwegen ·
Oekraïne ·
Oostenrijk ·
Palestina ·
Paraguay · 
Polen ·
Portugal ·
Qatar ·
Roemenië ·
Rusland ·
San Marino ·
Saoedi-Arabië · 
Schotland ·
Senegal · 
Servië · 
Slovenië ·
Slowakije ·
Sovjet-Unie ·
Spanje ·
Syrië ·
Tsjechië ·
Tsjecho-Slowakije ·
Turkije ·
Verenigde Staten ·
Wales ·
Wit-Rusland · 
Zuid-Korea ·
Zweden ·
Zwitserland
Colombia (2014) · 
Costa Rica (2014) · 
Duitsland (2012) · 
Ivoorkust (2014) · 
Japan (2014) ·
Polen (2012) ·
Portugal (2004, 2) · 
Rusland (2008) ·
Rusland (2012) ·
Spanje (2008) ·
Tsjechië (2012) ·
Zuid-Korea (2010) ·
Zweden (2008)